# Trappeto (frantoio)

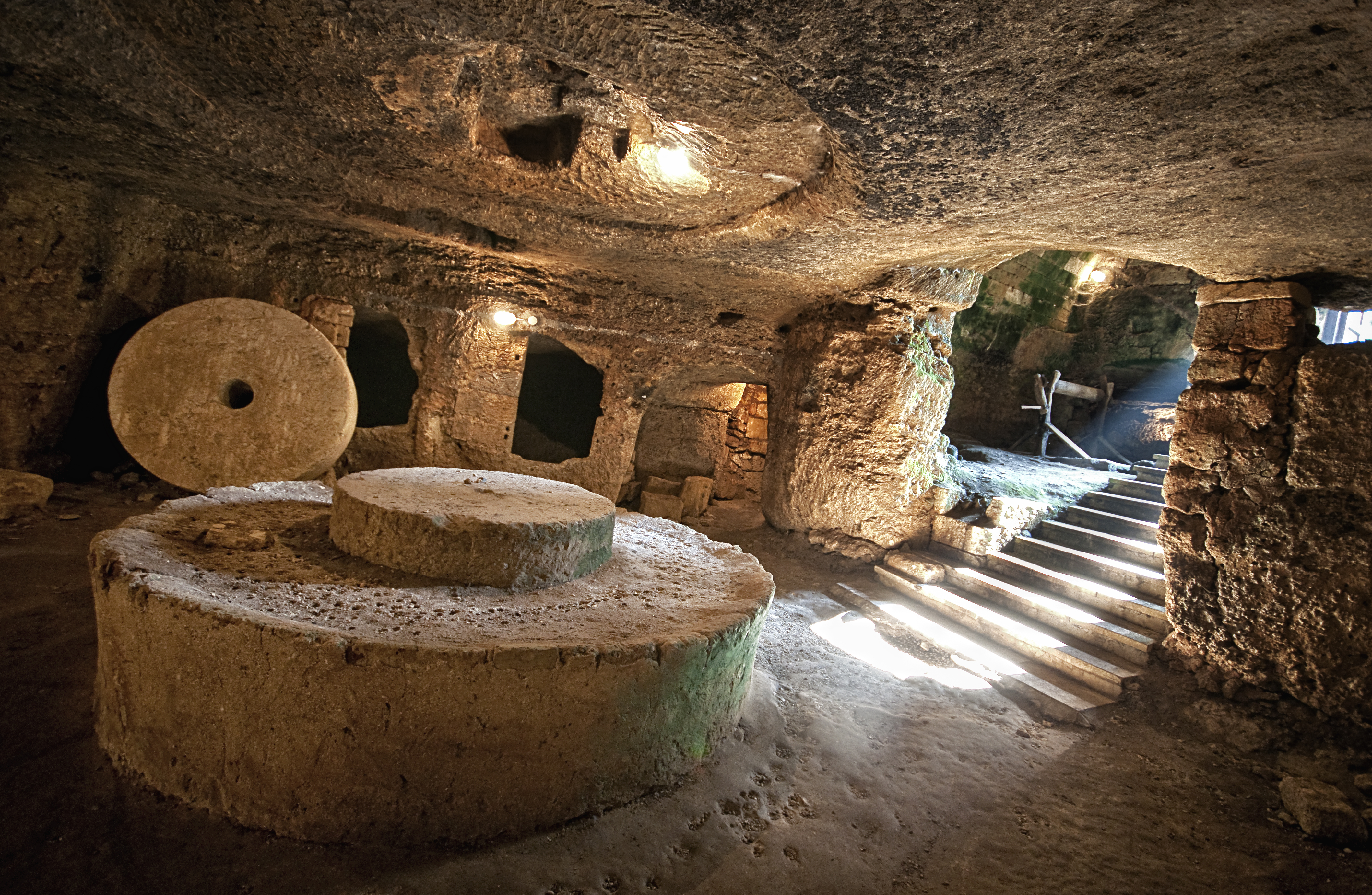
Uno dei trappeti del museo della civiltà contadina a Presicce-Acquarica.

Il trappeto (dal latino trapētum) è il termine utilizzato nella tradizione siciliana e meridionale per indicare un tipo tradizionale di frantoio ipogeo, originariamente destinato alla produzione di olio d'oliva.
(Cosimo Moschettini)
Testimoni di un'antica arte della produzione dell'olio, tali frantoi ipogei sono parte integrante del paesaggio e dell'architettura rurale che connotano il territorio del Mezzogiorno d'Italia.

## Origine del toponimo
Il toponimo Trappeto deriva dal greco *trapetón, ovvero "torchio, frantoio", dal verbo trapein, "pigiare l'uva", da cui deriva il termine latino trapētum o trapētus, con il quale si indicava il frantoio per la produzione dell'olio d'oliva e la lavorazione di altre coltivazioni.

## Storia
La loro costruzione avvenne dall'XI-XIII secolo sino agli inizi del XVIII secolo. Oltre al basso costo di costruzione di un trappeto, il motivo che spinse a lavorare in un opificio sotterraneo era quello di ottimizzare la conservazione del prodotto in un ambiente dalla temperatura costante: la temperatura doveva infatti essere bassa per evitare il degrado del prodotto, ma superare quella della solidificazione dell'olio, ossia i 6 °C.
Nel Salento molti trappeti furono ricavati da antichi granai di età messapica e da cripte di epoca bizantina. Secondo resoconti storici, a metà del XIX secolo nell'antica circoscrizione amministrativa della Terra d'Otranto erano presenti 1073 trappeti, mentre nel 2006 risultano censiti in tutta la Puglia 157 trappeti (4 nel barese, 7 nel brindisino, 22 nel tarantino, 124 nel leccese).
A partire dal XIX secolo i trappeti vengono gradualmente sostituiti da frantoi semi-ipogei ed infine in elevato. Tuttavia ancora in epoca contemporanea la toponomastica siciliana è legata al trappeto (in siciliano trappitu) per numerose località; tra le altre, si citano il comune di Trappeto (nella città metropolitana di Palermo) e il quartiere Trappeto (Catania).

## Caratteristiche
Posto circa tra i 2 e i 5 metri sotto al livello stradale, si accedeva al trappeto mediante una scala (spesso coperta con una volta a botte) che immetteva, generalmente, in un grande vano dove si trovava la vasca per la molitura con la sua grossa pietra molare posta in verticale, di calcare duro. Adiacente al grande vano erano allestiti i torchi di legno alla "calabrese" (con due viti) e alla "genovese" (ad una vite) e diverse vasche scavate nella roccia. Altri vani erano destinati a stalla, a cucina e a dormitorio degli operai. Privo di luce diretta, il trappeto veniva illuminato da varie lucerne: l'unica fonte di luce e di ricambio dell'aria proveniva da uno o due fori praticati al centro della volta del vano principale.

## Galleria d'immagini

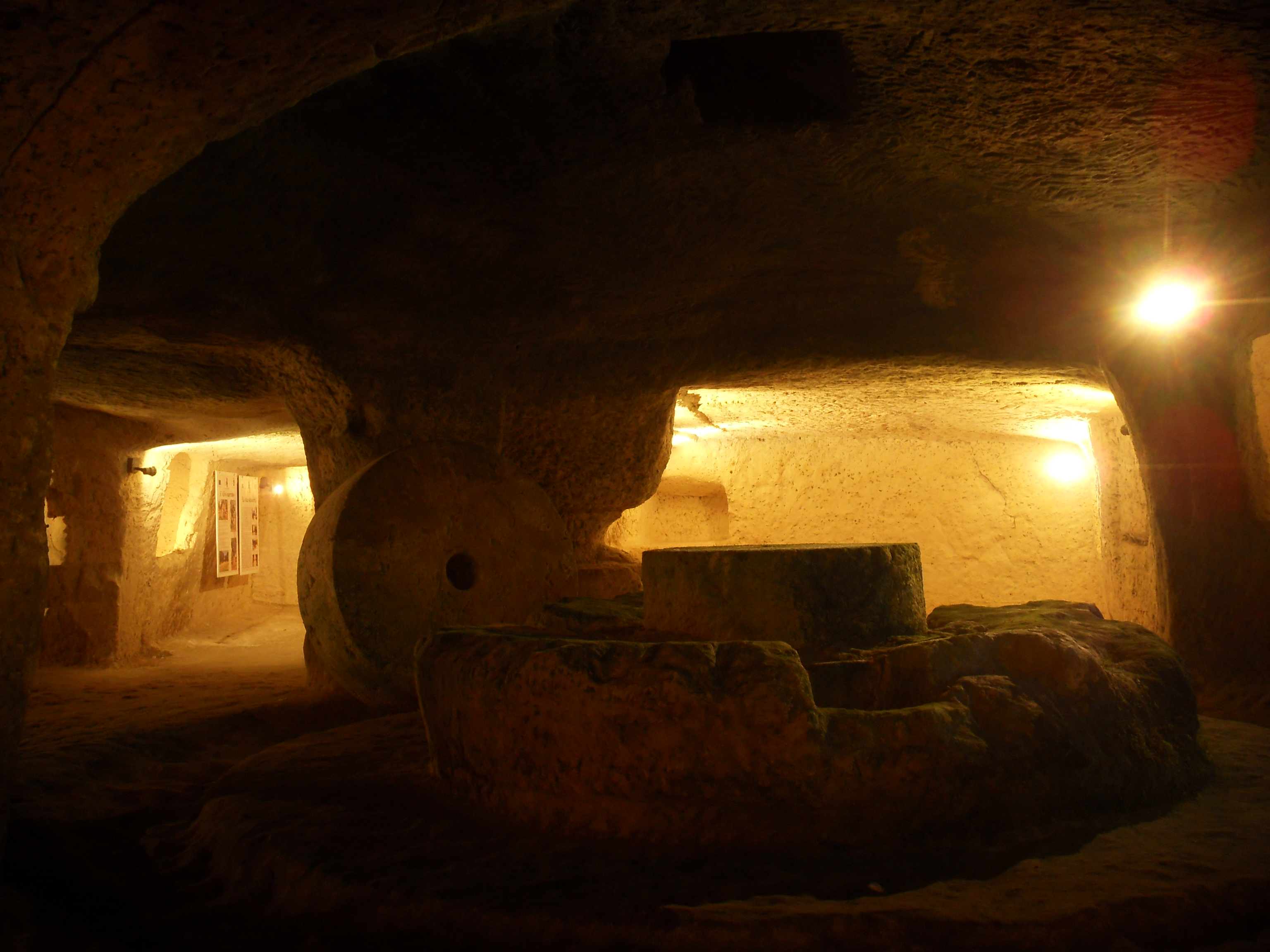
Pressi di Otranto; sono riconoscibili alcune strutture produttive
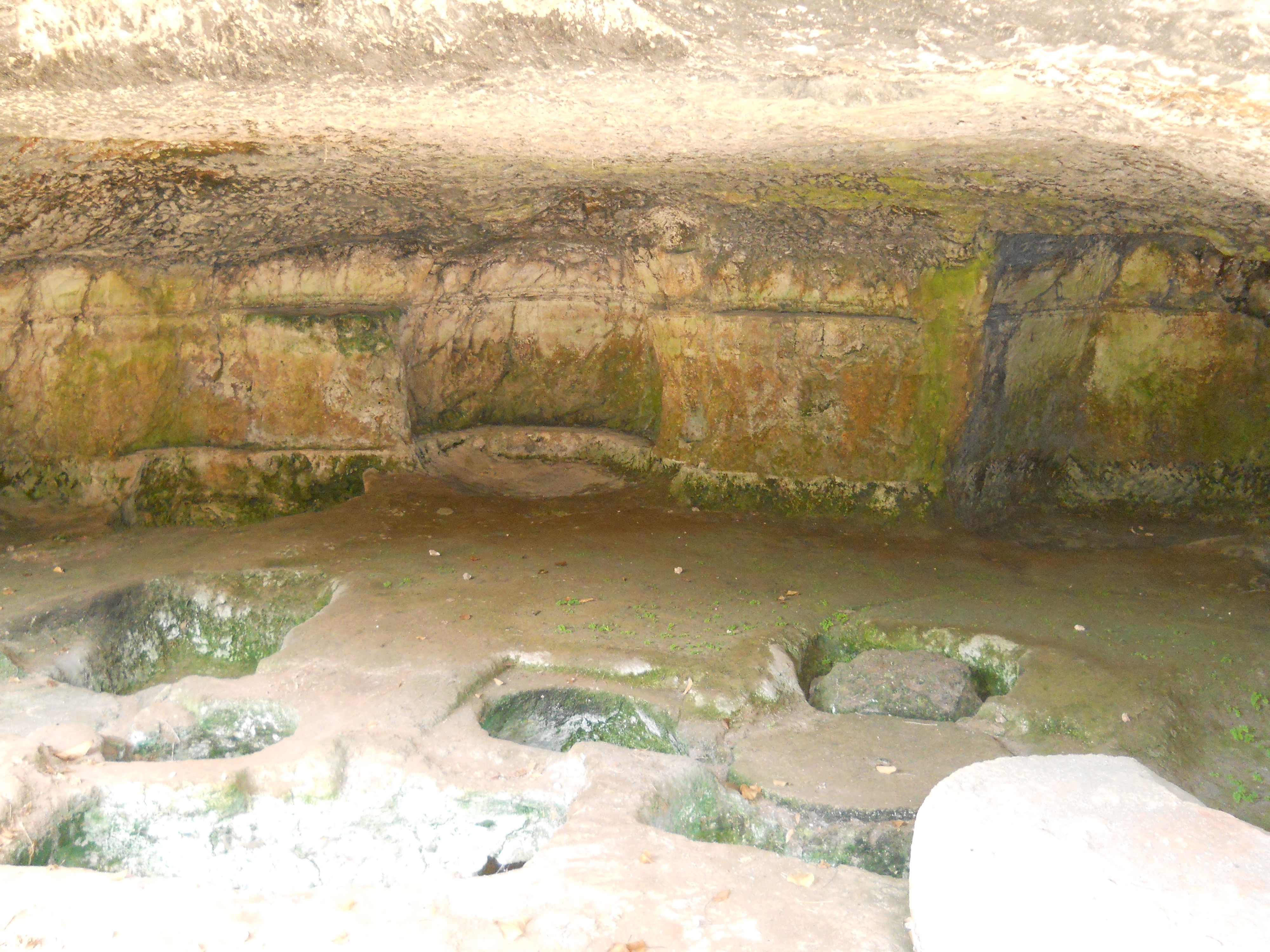
Le trappite risalente al 1601 a Salve
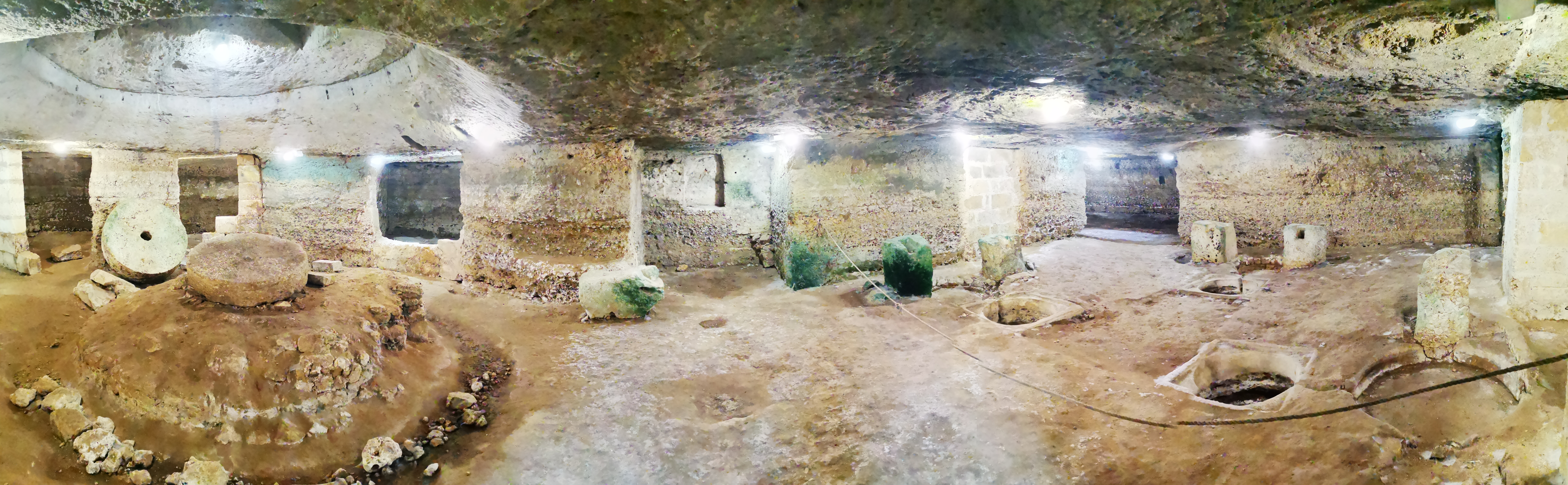
Frantoio ipogeo dell'Abbazia di Santa Maria a Cerrate